# リチャード・クロス (初代クロス子爵)
初代クロス子爵リチャード・アッシュトン・クロス（英語: Richard Assheton Cross, 1st Viscount Cross, GCB, GCSI, PC, FRS、1823年5月30日 - 1914年1月8日）は、イギリスの政治家、貴族。
ヴィクトリア朝の保守党政権下で閣僚職を歴任した。

## 経歴

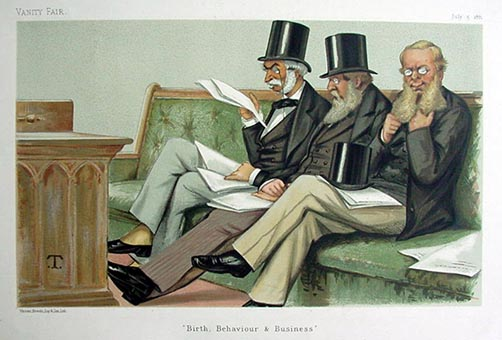
1881年7月5日の『バニティ・フェア』誌に掲載された庶民院野党（保守党）席の絵。左からジョン・マナーズ卿、サー・スタッフォード・ノースコート準男爵、クロス。

1823年5月30日、ウィリアム・クロスとその妻エレンの三男としてイングランド・ランカシャーのレッド・スカーに生まれる。
ラグビー校を経て、ケンブリッジ大学トリニティ・カレッジを卒業し、バチェラー・オブ・アーツ（BA）の学位を取得。その後、リンカーン法曹院やインナー・テンプルで学び、弁護士となる。
1857年から1862年にかけてプレストン選挙区、1868年から1885年にかけて南西ランカシャー選挙区、1885年から1886年にかけてニュートン選挙区から選出され、保守党所属の庶民院議員を務めた。
1874年から1880年にかけて第二次ディズレーリ内閣に内務大臣として入閣した。公衆衛生法や職工住宅法の制定を主導し、スラムや不衛生の抑制を目指した。
1885年から1886年にかけての第一次ソールズベリー侯爵内閣でも内務大臣として入閣した。
1886年から1892年の第二次ソールズベリー侯爵内閣ではインド大臣 として入閣。また1886年に連合王国貴族としてクロス子爵に叙せられ、貴族院へ移籍した。
1895年に成立した第三次ソールズベリー侯爵内閣では初めランカスター公領大臣、ついで1909年まで王璽尚書を務めた。1902年に政界引退したのちはあまり登院せず、『英国人名事典』は1909年以降の議院における発言記録はないとしている。1914年1月8日に90歳で死去した。

## 家族
1852年にジョージアナ・リオンと結婚し、彼女との間に以下の5子を儲けた。
- 第1子（長女）ジョージアナ・ハリエット・クロス（-1957）：エドワード・ウェントワース・アトキンズ＝ボイヤーと結婚
- 第2子（次女）アン・マーガレット・クロス（-1962）：ヘンリー・ドーソンと結婚。
- 第3子（長男）ウィリアム・ヘンリー・クロス（英語版）（1856-1892）：第2代クロス子爵リチャード・クロス（英語版）の父。
- 第4子（次男）ジョン・エドワード・クロス（1858-1921）
- 第5子（三男）チャールズ・フランシス・クロス（1860-1937）

## 栄典

### 爵位
1886年8月19日に以下の爵位を新規に叙された。
- 初代ランカスター州ブロートン・イン・ファーネスのクロス子爵(1st Viscount Cross, of Broughton-in-Furness in the County of Lancaster)
(勅許状による連合王国貴族爵位)

### 勲章
- 1880年、バス勲章ナイト・グランド・クロス（GCB）[6]
- 1892年、インドの星勲章ナイト・グランド・コマンダー（GCSI）[6]

### 名誉職その他
- 1874年、枢密顧問官（PC）[6]
- 1877年、名誉民事法学博士号（DCL）（オックスフォード大学名誉学位）[6][4]
- 1879年、王立協会フェロー（FRS）[6]
- 1885年、名誉法学博士号（LLD）（セント・アンドルーズ大学名誉学位）[6][4]
- 名誉法学博士号（LLD）（ケンブリッジ大学名誉学位）[10]
- 名誉法学博士号（LLD）（リーズ大学名誉学位）[10]
- ランカシャー副統監（DL）
- チェシャー治安判事（JP）[10]
- ランカシャー治安判事（JP）[10]